# Дирхам ОАЕ
Дирхам ОАЕ або Еміратський дирхам (араб. درهم إماراتي; код: AED) — офіційна валюта Об'єднаних Арабських Еміратів. Поділяється на 100 філсів (فلس). В обігу перебувають монети номіналом 25, 50 філсів і 1 дирхам та банкноти 5, 10, 20, 50, 100, 200, 500, 1000 дирхамів. Емісійний інститут — Центральний банк Об'єднаних Арабських Еміратів.

## Історія
Грошову одиницю Об'єднаних Арабських Еміратів — дирхам — вперше випустили в обіг у 1973 році. До 1959 року на території ОАЕ були в обігу індійські рупії. З 1959 по червень 1966 року місцеве населення розплачувалося рупіями Перської затоки, які випускав Резервний банк Індії. З 1966 року в Еміратах використовували ріали Катару та Дубаю. Ріали не використовували лише в Абу-Дабі. Також з 1966 по 1968 рік в країні були в обігу ріяли Саудівської Аравії.
У 2011 році частина банкнот Об'єднаних Арабських Еміратів була виконана з полімерним покриттям.

## Опис банкнот
На сучасних банкнотах надписи на аверсі здійсненні арабською мовою, на реверсі — англійською. Аналогічно позначення номіналів банкнот: східно-арабськими та арабськими цифрами.
| Арабські цифри        | 0 | 1 | 2 | 3 | 4 | 5 | 6 | 7 | 8 | 9 |
| --------------------- | - | - | - | - | - | - | - | - | - | - |
| Східно-арабські цифри | ٠ | ١ | ٢ | ٣ | ٤ | ٥ | ٦ | ٧ | ٨ | ٩ |

| Серія 1982 року                                | Серія 1982 року                                | Серія 1982 року    | Серія 1982 року   | Серія 1982 року | Серія 1982 року               | Серія 1982 року                             |
| Зображення                                     | Зображення                                     | Вартість (номінал) | Основний колір    | Розміри (мм)    | Опис                          | Опис                                        |
| Аверс                                          | Реверс                                         | Вартість (номінал) | Основний колір    | Розміри (мм)    | Аверс                         | Реверс                                      |
| ---------------------------------------------- | ---------------------------------------------- | ------------------ | ----------------- | --------------- | ----------------------------- | ------------------------------------------- |
| [Архівовано 3 березня 2016 у Wayback Machine.] | [Архівовано 3 березня 2016 у Wayback Machine.] | 5 дирхамів         | Коричневий        | 157 х 67        | Сук у Шарджі                  | Ландшафт півночі еміратів                   |
| [Архівовано 3 березня 2016 у Wayback Machine.] | [Архівовано 3 березня 2016 у Wayback Machine.] | 10 дирхамів        | Зелений           | 147 x 62        | Ханджар                       | Фермерське господарство                     |
| [Архівовано 3 березня 2016 у Wayback Machine.] | [Архівовано 3 березня 2016 у Wayback Machine.] | 20 дирхамів        | Синій             | 149 x 63        | Вид на Дубаї Крик та Яхт клуб | Традиційне торговельне дау (сама)           |
| [Архівовано 3 березня 2016 у Wayback Machine.] | [Архівовано 3 березня 2016 у Wayback Machine.] | 50 дирхамів        | Фіолетовий        | 151 x 64        | Орикс                         | Доісламська фортеця в Аль-Айн               |
| [Архівовано 3 березня 2016 у Wayback Machine.] | [Архівовано 3 березня 2016 у Wayback Machine.] | 100 дирхамів       | Рожевий           | 155 x 66        | Фортеця аль-Фахіді            | Будівля Всесвітнього торгового центру Дубаї |
| [Архівовано 3 березня 2016 у Wayback Machine.] | [Архівовано 3 березня 2016 у Wayback Machine.] | 200 дирхамів       | Зелено-коричневий | 157 x 67        | Зайєд Спорт Сіті              | Будівля Центрального банку ОАЕ              |
| [Архівовано 3 березня 2016 у Wayback Machine.] | [Архівовано 3 березня 2016 у Wayback Machine.] | 500 дирхамів       | Темно-синій       | 159 x 68        | Голова Балабана               | Мечеть Джумейра                             |
| [Архівовано 3 березня 2016 у Wayback Machine.] | [Архівовано 3 березня 2016 у Wayback Machine.] | 1000 дирхамів      | Синьо-зелений     | 163 x 70        | Палац Аль-Хосн                | Панорама Абу-Дабі                           |

## Валютний курс
З листопада 1997 року дирхам ОАЕ має фіксований валютний курс відносно долара США у співвідношенні 3,67 дирхамів за 1 долар. Відносно української гривні, станом на 25 березня 2025, курс становить 0,08817 дирхама за 1 гривню або 11,34 гривень за 1 дирхам.